# Potok Steblowski
Potok Steblowski – ciek w Lublińcu, prawobrzeżny dopływ Małej Panwii.
Potok, wraz z Lublinicą, jest jednym z dwóch głównych ciągów ekologicznych biegnących środkiem miasta Lublińca. Ma źródło na południowo-zachodnim zboczu Kochcickiej Górki. Płynie następnie w kierunku zachodnim i skręca (w pobliżu budynku ZUS) na południe. Po drodze wpływają do niego wody rowów melioracyjnych od strony Lipskiej Górki. Nad częścią potoku rosną wierzby płaczące. W dolinie cieku obowiązują ograniczenia związane z ochroną krajobrazu.
Ciek ma wody pozaklasowe.